# Nelson Cruz (ilustrador)
Nelson Cruz (Belo Horizonte, 20 de junho de 1957) é um artista plástico, chargista, escritor e ilustrador brasileiro. Autodidata em pintura, trabalha como pintor e ilustrador desde os anos 1970. Começou a trabalhar no mercado editorial em 1988, fazendo desde então ilustrações para dezenas de livros em várias editoras. É casado com a ilustradora e escritora Marilda Castanha.

## Prêmios
- 1999 - Leonardo - Prêmio Octogonal, oferecido pelo Centre International d’Études en Littérature de Jeunesse, em Paris; Prêmio FNLIJ de "melhor livro para criança" e "melhor ilustração".[2]
- 2001 - Chica e João - Prêmio Jabuti na categoria "Literatura Infantil/Juvenil"; Prêmio FNLIJ de "melhor livro para criança" e "melhor ilustração"; Prêmio Octogonal.[2]
- 2005 - No Longe das Gerais - Prêmio Jabuti na categoria "Juvenil".[7]
- 2010 - Os Herdeiros do Lobo - Prêmio Jabuti na categoria "Infantil".[8]
- 2011 - Alice no Telhado - Prêmio Glória Pondé (Literatura Infantil e Juvenil)[9]
- 2013 - A Máquina do Poeta - Prêmio Jabuti na categoria "Ilustração de livro infantil e juvenil".[10]
- 2015 - O Livro do Acaso - Prêmio Jabuti na categoria "Ilustração de Livro Infantil ou Juvenil"; Prêmio ABL de Literatura Infantojuvenil.[11][12]
- 2016 - Haicais Visuais - Troféu Monteiro Lobato.[4]
- 2018 - Os Trabalhos da Mão - Prêmio Jabuti na categoria "Ilustração".[13]